# Sandviks glasbruk, Minneberg

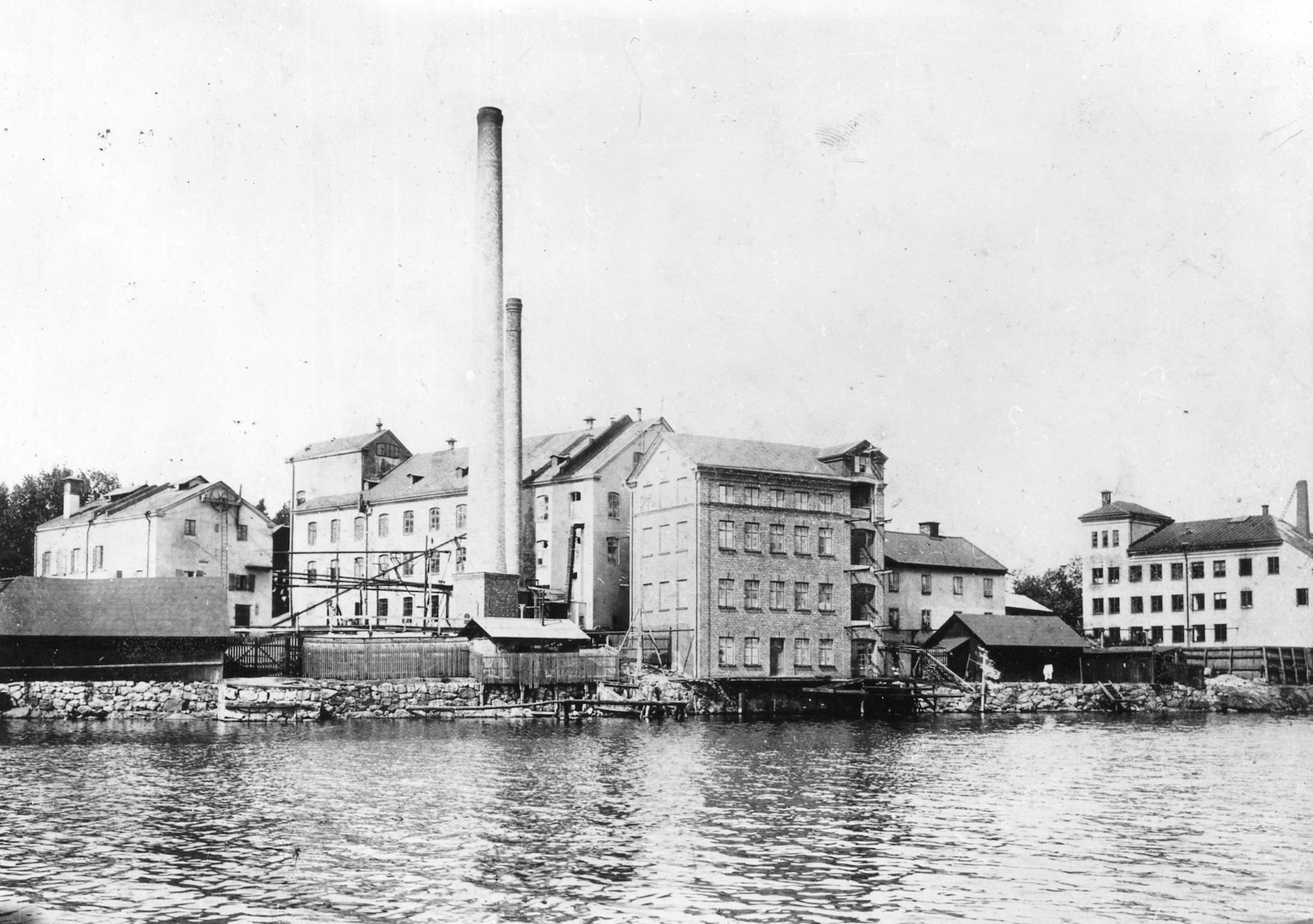
Traneberg omkring år 1900, där Sandviks Glashytte AB låg innan byggnationerna för det nya bostadsområdet Minneberg startade 1984.
Stockholms stadsmuseums bildarkiv.

Sandviks glasbruk, Minneberg, eller Sandviks Glashytte AB, var ett glasbruk vid Sandvik intill Svartvik i nuvarande Minneberg i stadsdelen Traneberg i Bromma som startade sin verksamhet med glasindustri 1856.
Glasbruket tillverkade ölglas, det började med tillverkning av buteljglas för Stockholms Bryggerier. Vid Sandviks glasbruk i Minneberg tillverkades bland annat buteljer under åren 1860-1877. På tomten byggdes glashytta, kvarn, magasin och degelhus. Buteljtillverkningen i Sandvik lades ned 1877.

## Bilden över Traneberg omkring år 1900
Bilden från Stockholms stadsmuseums bildarkiv visar från vänster byggnaderna extraktionshus, benmjölsfabrik, kvarn, hus sammanbyggt med kvarnen samt stärkelsefabrik. Bilden visar Sandviks Benmjölsfabrik eller Stockholms Benmjölsfabrik omkring år 1900 i Traneberg, där byggnationerna för det nya bostadsområdet Minneberg startade år 1984. På Sandviks fabrikstomt hade det tidigare varit ett slakteri (1880-talet), en karamellfabrik (1870-talet) och ett glasbruk (1860- och 1870-talen). Det började med att Stockholms bryggeriers buteljglas, startade sin verksamhet här 1856 och stannade till 1877, samma år (1877) kom Nissens choklad, konfekt och karamellfabrik till platsen och spred härliga dofter omkring sig, 90 personer jobbade med att tillverka godis åt folket. Det var landets största godisfabrik och en av storsäljarna var Kungen av Danmark bröstkarameller med anissmak. Karamellfabriken brann och ersattes av Stockholms benmjölsfabrik 1889 och som spred helt andra dofter än godisfabriken. Benmjöl utvinns av krossade djurben och man tillverkade bland annat lim, fett och tvättmedel. 1968 flyttade den illaluktande fabriken från Traneberg. Tangens gardinfabrik AB fanns här fram till 1956. Fram till 1980 låg några små företag i området innan alla fabriksbyggnader revs och Minnebergs bostadstadsområde byggdes 1987. Den höga skorstenen revs den 7 november 1980.

## Sandviks glasbruk i Minneberg
Sommaren 1857 tecknades ett kontrakt om förvärv av mark för en industritomt på halvön Sandvik. För Sandviks Glashytte AB:s fabrik avstyckades mark året därpå. Innan en bolagsordning var klar dröjde det ytterligare två år. Bruket utbjöd 100 aktier à 1.000 kronor. Dessa tycks ha sålts ganska snart. Glashyttan var klar 1860, den var 40 alnar hög. På tomten hade det då också byggts en kvarn, ett magasin och ett degelhus.
Fabriken sysselsatte vid den tiden 21 man, som arbetade i tre skift, natt och dag. Fabriken hade som mest 50 arbetare. Då tillverkades 700.000 buteljer. De enda driftstoppen under ett år var till jul och midsommar.
Som disponent engagerades de två första åren tonsättaren Franz Berwald i Sandviks glasbruk. Redan då var han internationellt välkänd musiker, men i Sverige var han arbetslös. Han sökte förgäves tjänster i Sverige, han sökte dels som hovkapellmästare efter sin kusin, dels som director musices i Uppsala, men han fick ingen av tjänsterna. Det förde honom in på glasbruksbanan. 1850 blev han disponent vid Sandö glasbruk, vilket han förblev till 1860, då han slog sig på tegelslageri. Först 1864 invaldes han som ledamot (nr 386) av Kungliga Musikaliska Akademien.
Buteljtillverkningen i Sandvik fick läggas ned 1877, då de nya småländska glasbruken konkurrerade ut såväl Sandvik som ett annat stort glasbruk i centrala Stockholm. För Sandviks glasbruk var detta dock inte slutet, utan början på en intressant industriepok i Sandvik/Svartvik.